# 柔软石韦
柔软石韦（学名：Pyrrosia porosa）为水龙骨科石韦属下的一个种。

## 扩展阅读
- 維基物種上的相關：柔软石韦